# دیگو آلتوبه
دیگو آلتوبه (انگلیسی: Diego Altube؛ زادهٔ ۲۲ فوریهٔ ۲۰۰۰) بازیکن فوتبال اهل اسپانیا است. که در پست دروازه‌بان در باشگاه فوتبال فوئنلابرادا بازی می‌کند. وی هم‌اکنون به‌صورت قرضی از باشگاه فوتبال رئال مادرید در فوئنلابرادا حضور دارد.